# Blu (たばこ)
blu®は、2009年に誕生したたばこブランドである。
2014年、イギリスで販売を開始。その後、フランスとイタリアでも 販売されるようになり、グローバルに 拡大していった。
2016年、グローバルキャンペーン「You and blu」を開始した。
2018年、VAPE体験のために開発された電子たばこ「mybluTM」デバイスの販売を新たに開始した。同製品は、ニコチンやタールが含んでおらずその代わりに多彩のフレーバーを使用している。しかし、電子たばこの扱いになるため20歳未満への販売は禁止されている。